# دهستان شاوور
دهستان شاوور، یکی از دهستان‌های بخش شاوور شهرستان کرخه در استان خوزستان ایران است. مرکز این دهستان، روستای سید رحیمه است.

## جمعیت
برپایه سرشماری عمومی نفوس و مسکن در سال ۱۳۹۵، جمعیت دهستان شاوور برابر با ۵٬۲۸۲ نفر بوده‌است.